# Zvezdne steze 3: Iskanje Spocka
Zvezdne steze 3: Iskanje Spocka (v izvirniku Star Trek III: The Search for Spock) je tretji celovečerni film iz serije Zvezdne steze, posnet leta 1984.

## Vsebina
Potem, ko je bil ustvarjen planet Genezis, je ta razglašen za tabu temo. Planet leži v nevtralnem območju (coni) in dogovorjeno je, da ga lahko obiskujejo samo raziskovalne ladje. Vzporedno s tem poskušajo in uspejo Klingonci pridobiti načrte za stvaritev »superorožja«, s katerim bi s prostranih širjav vesolja izbrisali Zvezdno floto. Orožje hočejo uporabiti za izbris avtohtonega (tam živečega, domorodnega) življenja in ga pozneje prilagoditi zase.
Raziskovalna ladja, ki se trenutno nahaja v bližini planeta Genezis (po latinsko »STVARJENJE - GENEZA«), odkrije kapsulo Spocka in nenavadne oblike življenja. Vulkanka Saavik in Kirkov sin dr. David Marcus se spustita na površje, kjer na relativno majhnem področju ležijo tropi in led. Ugotovita, da so trdožive bakterije doživele pospešeno evolucijo. Medtem je raziskovalna ladja uničena od Klingoncev, ki hočejo imeti talce. Vulkanka najde Spockovo telo, ki je žal brez duha in zavesti ter s tem znanja, ki ga je posedoval Spock.
Admiral Kirk medtem z Enterprise prispe na vesoljsko postajo. Tam sreča Spockovega očeta, ki mu da namig, da Spockova duša še vedno živi in da je bistvo vsakega Vulkanca večno. Na podlagi namiga admiral Kirk pregleda video posnetke in odkrije pojasnilo, zakaj, se zdravnik McCoy (ki ima vzdevek »pilula«) nenavadno obnaša. Kirk s svojo zvesto posadko sabotira Excelsior (nova ladja z eksperimentalnim, še hitrejšim pogonom transwarp) in poleti tudi z McCoyem proti Genezis. Tam se sreča s Klingonsko bojno križarko. Ker imajo Klingonci talce, z njimi izsiljujejo Kirka, da jim preda vse načrte »superorožja«, Kirkov sin pa se žrtvuje, da reši Vulkanko in Spockovo mlado telo brez duše in zavesti. Obe ladji utrpita veliko škodo, vendar pa klingonsko orožje še deluje, zato Kirk kapitulira. Med kapitulacijo se posadka Enterprise (»podviga«) uspe teleportirati na Genezis. Pred tem spravijo v tek samouničenje in tako dobršen del Klingonske posadke, ki je, mimogrede, do zob oborožena, spravijo na oni svet. Kapitan klingonske križarke se teleportira na Genezis, kjer se s Kirkom spopadeta za življenje, medtem pa Genezis hitro propada, ker je Kirkov sin uporabil za ustvarjalno martico Genezisa nestabilne subatomske delce. Po spopadu ukanijo zadnjega Klingonca in se odpravijo proti Vulkanu. Tam se opravi starodaven obred, med katerim se McCoy reši nadležnega emocialno odsotnega Spockovega razuma, Spock pa si opomore.
V filmu, ki je nekakšna obrnjena zgodba iz legendarnega drugega dela, je osnovno sporočilo tole: »Dobrobit enega je več kot dobrobit mnogih.« Admiral Kirk je na koncu pripravljen sprejeti pravično kazen, čeprav je ravnal v dobrobit prijateljstva in utemeljeni sum o obstoju Nesmrtne Spockove duše.

## Teme
Osnovne teme in koncepti filma so:
1. Uporaba znanstvenih metod za terraforming (»stvarjenje Zemlji podobnega planeta, primernega za življenje: 'zemljestvarstvo'«).
2. Hlepenje po moči in oblasti kot absoluten izvor prevlade močnejšega nad šibkejšim.
3. Žrtvovanje lastne kariere za rešitev prijateljev (tako pri posadki, kot pri samožrtvovanju Kirkovega sina).
4. Uporaba starodavnih tradicionalnih obredov kot vir navdiha za popravljanje duševnih travm.